# Wadowicer Kreis

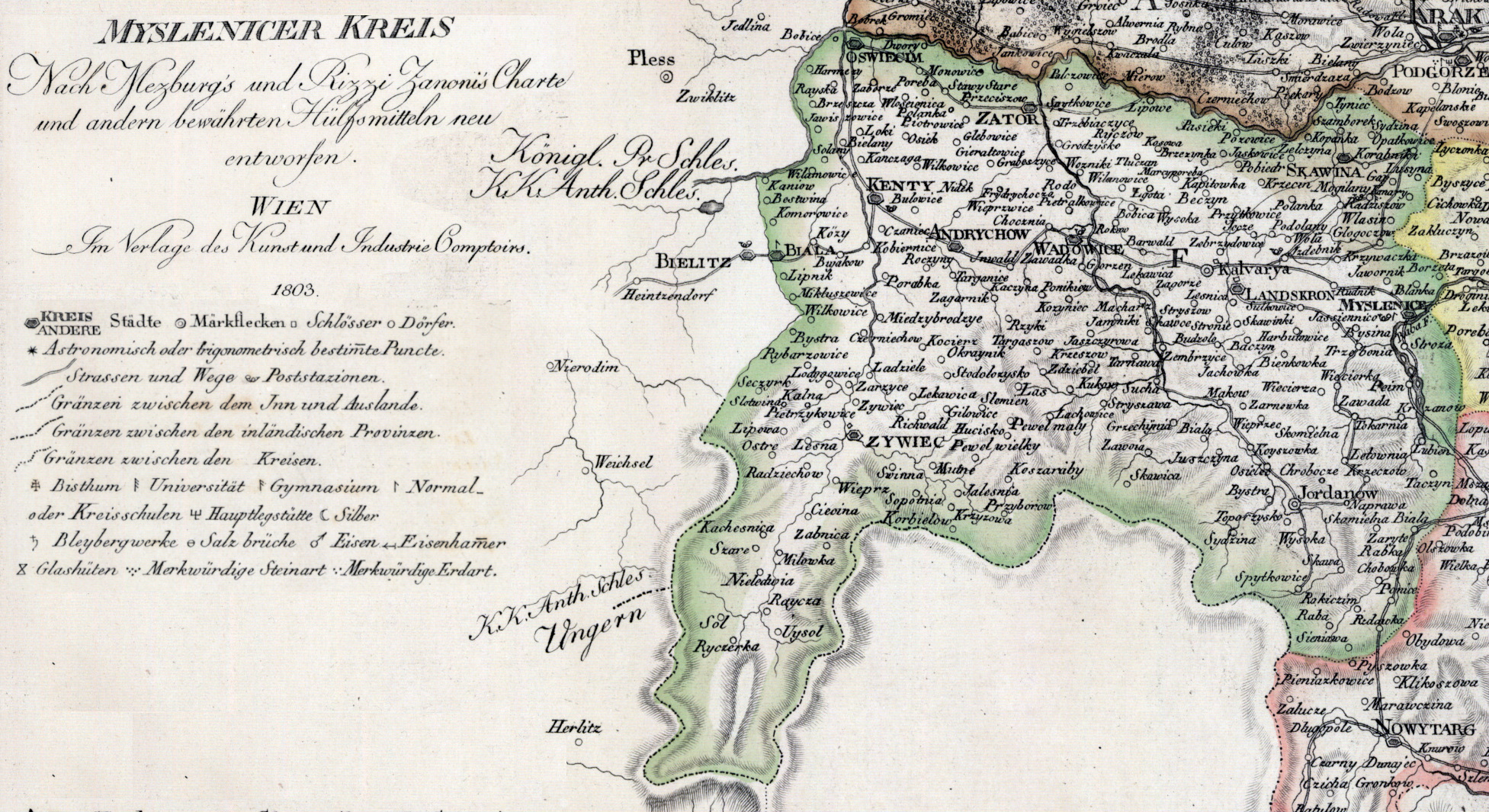
Myslenicer Kreis im Jahr 1803

Wadowicer Kreis (polnisch cyrykuł wadowicki; bis 1819 Myslenicer Kreis, polnisch cyrkuł myślenicki) war ein Kreis im Königreich Galizien und Lodomerien in den Jahren 1782–1854 bzw. 1865/1867, zunächst mit dem Sitz in Myślenice, ab 1819 in Wadowice. Der Kreis umfasste den westlichsten Teil des Kronlands zwischen der Grenze zu Ungarn im Süden und der Weichsel im Norden, im Westen grenzte er an den Teschner Kreis in Österreichisch Schlesien.

## Geschichte

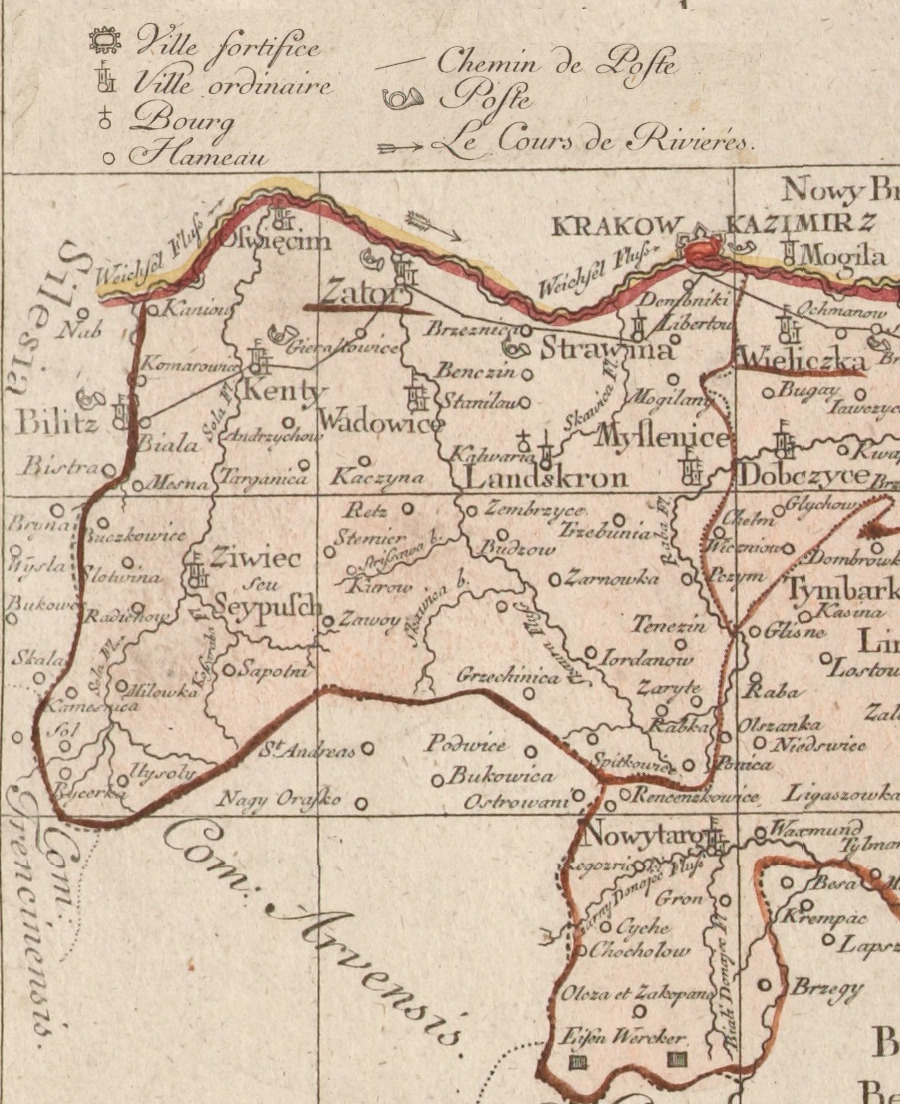
Kreisdistrikt Zator um das Jahr 1780

Im Verlauf der Ersten Polnischen Teilung wurde das Gebiet im Mai und Juni 1772 militärisch von den Habsburgern unter der Leitung von Richard d’Alton ohne Widerstand der geschlagenen Adelsgeschlechter besetzt. Die Habsburger behandelten zunächst das eroberte Gebiet als vorübergehende Erwerbung und übernahmen die polnische Verwaltung der Woiwodschaften. Erst im Jahr 1773 wurde die erste vorläufige administrative Unterteilungen eingeführt. Damals wurden die Kreise Schlesien und Szczyrzyc aufgelöst und stattdessen der Kreis Wieliczka (polnisch cyrkuł wielicki) mit dem Sitz in Kazimierz errichtet. Dieser umfasste die Distrikte Biala, Saybusch und Myślenice. Es mangelte an Beamten, die mehrheitlich aus Österreich und Tschechien kamen. Sie beklagten sich über unangenehme Bürogebäude in den schlecht entwickelten Städtchen mit hölzernen Bebauungen. 1775 wurde die Zahl der Kreisdistrikte stark reduziert und das Gebiet gehörte nun zum Kreisdistrikt Zator. 1773 besuchte Joseph II. erstmals die Kronland und entschied sich für den Bau einer neuen Chaussee von Wien nach Lemberg (später die erste Kaiser-Chaussee bzw. Reichsstraße, auch Wiener Postroute oder Wiener Haupt Comercial Strasse, heute ein Teil der Droga krajowa 52) durch Biala, Kęty, Andrychów, Wadowice und Myślenice, also südlich des alten Salzwegs durch Zator und Skawina. Der Bau begann im Jahr 1780 und im nächsten Jahr wurde die erste Strecke bis Bochnia eröffnet. 1780 wurde der Sitz des Kreisdistriktes Zator in Kęty verlegt. In den Jahren 1780 bis 1788 folgte der Bau einer befestigten Abkürzung nach Wien von Andrychów über den Kocierska-Pass (718 m) in den Kleinen Beskiden und durch Saybusch (später Reichstraße Nr. 20). 1820 wurde die Zweite Kaiserliche Chaussee von Biała durch Żywiec, Sucha, Maków und Jordanów nach Nowy Sącz gebaut.
Nach dem Tod von Maria Theresia brachten die josephinischen Reformen eine längerfristigere administrative Unterteilung. Damals wurde der Kreisdistrikt Kęty zum unabhängigen Kreis mit dem Sitz am östlichen Rand in Myślenice, obwohl der ursprüngliche Entwurf des Gouverneurs Josef Brigido vom Dezember 1780 die geplante Josefstadt dafür voraussah. Der erste Kreishauptmann wurde ein Deutscher namens von Zily mit der Hilfe von nur drei Beamten. Nach einigen Jahren wurde er von Antoni Baum (Vater von Józef Baum) ersetzt.
Die Kreisverwaltung hatte nach den Prinzipien des aufgeklärten Absolutismus sehr große Kompetenzen, sogar im alltäglichen Leben. Nach dem Patent von Joseph II. aus dem Dezember 1785 wurde die deutsche Sprache die einzige Amtssprache, auch in den dörflichen Gemeinden, deren Zuständigkeit erweitert wurde. Die Unterscheidung der Ortschaften mit dem Stadtrecht wurde eindeutiger als in Polen: die vollberechtigten Städte wurden von Magistraten mit dem Bürgermeister an der Spitze geführt. Unter Josef II. strebte die Verwaltung die Deurbanisierung besonders der kleineren Städte an, um sie als bloße Marktorte unter die adelige Jurisdiktion von Assesoren bzw. Syndiken zu bringen. Die Lage des Sitzes des Kreises am östlichen Rand erregte Unzufriedenheit, besonders in Biala. 1784 wurde der Zoll an der Bialka aufgehoben und die Grenzstadt entwickelte sich schnell. 1799 erhob der Kaiser sie zur Königlichen Freistadt und der Magistrat verfasste im gleichen Jahr am 8. November eine Petition, um den Sitz des Kreises dorthin zu verlegen.

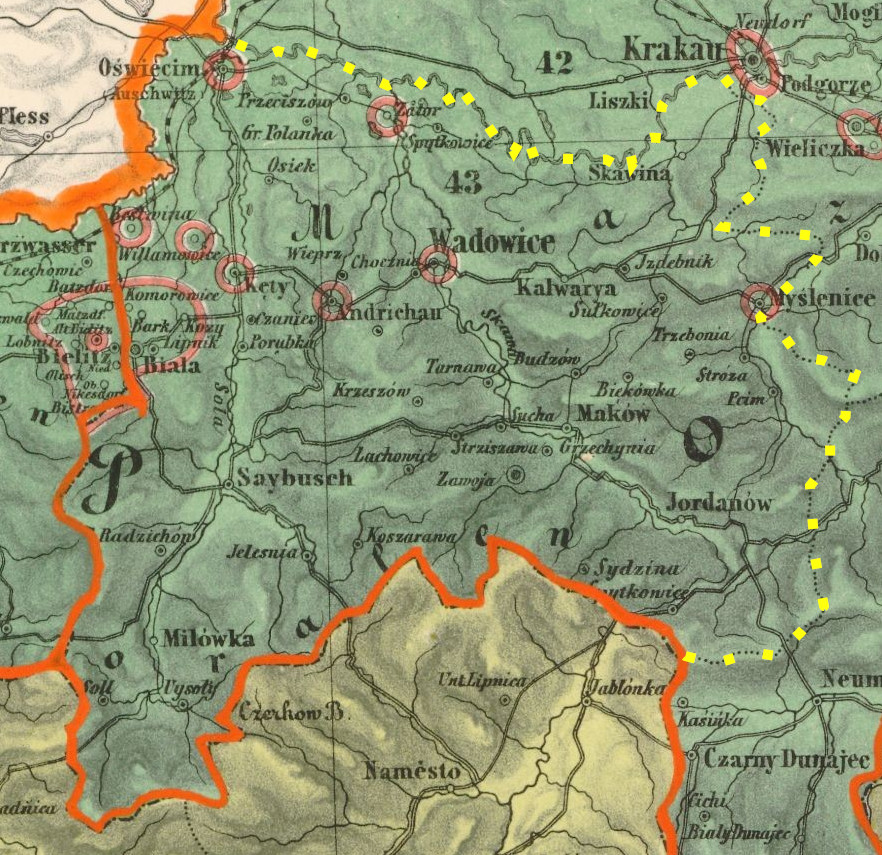
Der Kreis auf der ethnographischen Karte der Österreichischen Monarchie von Karl von Czoernig-Czernhausen (1855) mit den Reichsstraßen und der ersten Linie der Kaiser Ferdinands-Nordbahn. Dunkelgrün: vorwiegend polnischsprachige Regionen; lila umrandet: Städte und Regionen (Bielitz-Bialaer Sprachinsel) mit teilweise deutschsprachiger Bevölkerung; lila ausgefüllt (Alt-Bielitz): vorwiegend deutschsprachige Bevölkerung.

Der Kreis hatte eine Fläche von 3380 km², 1790 gab es 286.700 Einwohner in 349 Ortschaften, davon 10 Städten (Andrychów, Biała, Kęty, Lanckorona, Myślenice, Oświęcim, Skawina, Wadowice, Zator, Żywiec), 2 Marktorten (Kalwaria und Jordanów), 337 Dörfern. Zu den bevölkerungsreichsten Städten gehörten von Anfang an Biala, Kęty und Żywiec/Saybusch, mit mehrfacher Bevölkerung, als die ehemaligen herzöglichen Hauptstädten Auschwitz und Zator zählten. Im Jahr 1818 wurde Wilamowice zur Marktgemeinde, vor 1846 wurde Jordanów zur Stadt erhoben. Am 1. November 1819 wurde Wadowice in der Mitte des Kreises zur Kreishauptstadt, das dadurch die größte administrative Bedeutung innerhalb des Herzogtums Auschwitz-Zator für Jahrzehnte erlangte.
Das ab 1818 bzw. 1820–1850 vorübergehend aus Galizien ausgegliederte und Österreichisch-Schlesien zugeordnete Herzogtum Auschwitz-Zator war in der Zeit formales Mitglied des Deutschen Bundes, obwohl es vor 1772 Polen und nicht dem Heiligen Römischen Reich unterstanden hatte. Diese scheinbar unüberlegte Entscheidung brachte keine praktische Veränderungen in Bezug auf die administrative Oberhoheit des galizischen Guberniums in Lemberg, jedoch verstärkte sie politische und kulturelle Einflüsse aus dem deutschsprachigen Raum und die Gesellschaft der Bielitz-Bialaer Sprachinsel leistete Widerstand gegen Aufhebung dieser formellen Zuordnung zu Österreichisch-Schlesien im Deutschen Bund.
1824 hatte der Kreis 301.000 Einwohner, davon um 4.400 oder 1,45 % Juden, hauptsächlich in Oświęcim (35,1 % der Stadtbewohner), Zator (15,3 %) und Andrychów (7,4 %). 1840 gab es um 350.000 Bewohner, davon 6.500 Juden.
Nachdem im Juni 1849 die allgemeinen Grundzüge der Gerichtsverfassung in den Kronländern durch Kaiser Franz Joseph I. genehmigt worden waren, legten die Ministerien des Inneren, der Finanzen und der Justiz 1854 die neue Verwaltungs- und Justizeinteilung fest. Auf oberster Ebene wurden die beiden Verwaltungsgebiete Krakau (Westgalizien) und Lemberg (Ostgalizien) geschaffen, darunter folgten die Kreise und die Bezirke. Bei den Bezirksämtern handelte es sich vorerst um gemischte Behörden, denen Aufgaben der Politik, Verwaltung und Justiz zukamen. Die Bezirksgerichte waren dabei Teil der Bezirksämter und der Gerichtsbezirk deckungsgleich mit dem Verwaltungsbezirk. Die Errichtung dieser gemischten Bezirksämter wurde per 29. September 1855 amtswirksam. Nach 1854 entstanden innerhalb des Kreises Wadowice schrittweiße 13 neue Bezirke:  Andrychów, Biała, Jordanów, Kalwarya, Kenty, Maków, Milówka, Myślenice, Oświęcim, Seypusch, Skawina, Ślemień und Wadowice. 1859 wurde die polnische Amtssprache am Niveau der Gemeinden genehmigt.
Nachdem die Kreisämter Ende Oktober 1865 abgeschafft wurden und deren Kompetenzen auf die Bezirksämter übergingen, schuf man nach dem Österreichisch-Ungarischen Ausgleich 1867 auch die Einteilung des Landes in zwei Verwaltungsgebiete. Zudem kam es im Zuge der Trennung der politischen von der judikativen Verwaltung zur Schaffung von getrennten Verwaltungs- und Justizbehörden. Während die gerichtliche Einteilung weitgehend unberührt blieb, fasste man Gemeinden mehrerer Gerichtsbezirke zu Verwaltungsbezirken zusammen. Das Gebiet des Wadowicer Kreises wurde zwischen den politischen Bezirken Biala, Wadowice, Saybusch, Myślenice und Podgórze (Skawina) aufgeteilt.

## Städte und Marktgemeinden

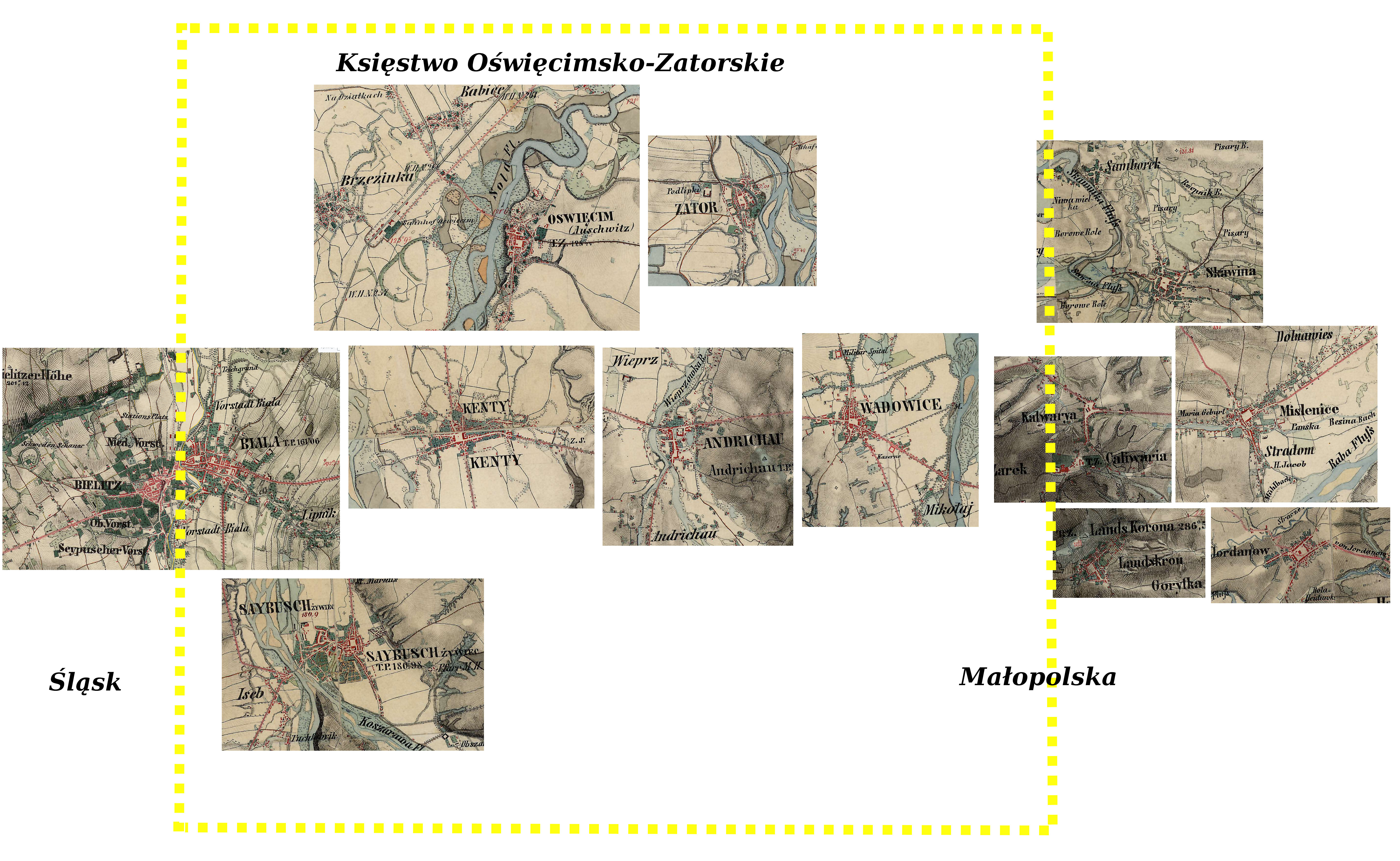
Städte des Kreises im Jahr 1860 (Franziszeische Landesaufnahme) im Vergleich zu Bielitz in Schlesien

In den Jahren 1780 bis 1816:
| Ortschaft               | Ortschaft     | Einwohnerzahl               | Einwohnerzahl | Einwohnerzahl | Einwohnerzahl |
| Name                    | Status        | 1780                        | 1799          | 1807          | 1816          |
| ----------------------- | ------------- | --------------------------- | ------------- | ------------- | ------------- |
| Andrychów               | Stadt         | 598                         | 2496          | 2663          | 1135          |
| Biała                   | Stadt         | 1990                        | keine Daten   | 4196          | 3693          |
| Jordanów                | Marktgemeinde | 821                         | 957           | 953           | 949           |
| Kalwaria (Zebrzydowska) | Marktgemeinde | 523                         | 590           | 602           | 676           |
| Kęty                    | Stadt         | 2141                        | 2817          | 3056          | 3431          |
| Lanckorona              | Stadt         | 681 (950 mit der Vorstädte) | 1342          | 1318          | 1403          |
| Myślenice               | Stadt         | 1266                        | 1994          | 1891          | 1995          |
| Oświęcim                | Stadt         | 971                         | 1503          | 1575          | 1841          |
| Skawina                 | Stadt         | 645                         | 811           | 871           | 891           |
| Wadowice                | Stadt         | 1260                        | 1709          | 1950          | 1976          |
| Zator                   | Stadt         | 982                         | 1278          | 1397          | 1418          |
| Żywiec                  | Stadt         | 2564                        | 3017          | 2624          | 2768          |